# مرقئة هاكوسانية
مرقئة هاكوسانية (الاسم العلمي: Sanguisorba hakusanensis) (بالإنجليزية: lilac squirrel)‏ هو نوع من النباتات يتبع جنس المرقئة من الفصيلة الوردية.